# Gabil Imamverdiyev
 (septembre 2021).
Gabil Imamverdiyev (en azéri : Qabil Allahverdi oğlu İmamverdiyev, né le 12 août 1926 à Bakou et mort le 4 mai 2007 à Bakou) est le Poète du peuple de l’Azerbaïdjan.

## Biographie
Gabil Imamverdiyev grandit dans une famille de cheminots. En 1944-1948, il étudie à la Faculté de philologie de l'Institut pédagogique d'Azerbaïdjan. En 1954-1956 il passe le stage en littérature à l'Institut de littérature Maxime-Gorki à Moscou.
Qabil  vient à la littérature le 4 avril 1944, avec son poème Viens, printemps, publié dans la Gazette littéraire. Il écrit sous les pseudonymes Qabil Imamverdiyev, Qabil Nikbin, Qabil.

## Activité de travail
Sa carrière commence en 1948 en tant que professeur de langue et de littérature azerbaïdjanaises à l'école secondaire de la région de Yardimli Il occupe de divers postes dans les journaux Azerbaijan Muallimi, Littérature et art, Communiste, dans le Comité d'État de radio et télévision d'Azerbaïdjan, le magazine Azerbaïdjan.

## Œuvre
Ses œuvres Ma Caspienne bleue (1959), Par temps venteux (1964), Laissez la nature parler (1966), Passagers civils (1973) et d'autres ont été accueillis avec intérêt par les lecteurs.
Le poème Nassimi, considéré comme un chef-d'œuvre de son œuvre, a reçu le prix d'État de la RSS d'Azerbaïdjan en 1976. Plus de 100 livres ont été publiés en azerbaïdjanais et en russe.
Pendant plusieurs années Gabil exerçait les fonctions du président du Conseil des sages de l'Union des écrivains d'Azerbaïdjan.
Il a reçu les titres honorifiques d'Ouvrier émérite de la RSS d'Azerbaïdjan, de Poète du peuple de la République d'Azerbaïdjan. Il a reçu l'ordre de la Gloire et l'ordre de l'Indépendance.